# سهره بیشه‌ای توسی
سهره بیشه‌ای توسی (نام علمی: Atlapetes schistaceus) گونه‌ای از پرندگان تیرهٔ گنجشکان جهان جدید (Passerellidae) است. در جنگل‌های نمناک آند از غرب ونزوئلا، از طریق کلمبیا تا اکوادور یافت می‌شود. سهرهٔ تاجانوفسکی (A. taczanowskii) در مرکز پرو در گذشته به عنوان یک زیرگونه در نظر گرفته می‌شد. علاوه بر این، سهره‌فرچه‌ای کوزکو از جنوب شرقی پرو گاهی زیرگونهای از سهره‌فرچه‌ای توسی در نظر گرفته می‌شود.